# تشارلز سوليفان (عازف جاز)
تشارلز سوليفان (بالإنجليزية: Charles Sullivan)‏ هو عازف جاز أمريكي، ولد في 8 نوفمبر 1944 في نيويورك في الولايات المتحدة.

## وصلات خارجية
- تشارلز سوليفان على موقع ميوزك برينز (الإنجليزية)
- تشارلز سوليفان على موقع ديسكوغز (الإنجليزية)
- تشارلز سوليفان على موقع ديسكوغز (الإنجليزية)